# 10283 Cromer
10283 Cromer este un asteroid din centura principală de asteroizi.

## Descriere
10283 Cromer este un asteroid din centura principală de asteroizi. A fost descoperit pe 5 mai 1981 la Observatorul Palomar de Carolyn S. Shoemaker. Asteroidul prezintă o orbită caracterizată de o semiaxă mare de 2,39 ua, o excentricitate de 0,21 și o înclinație de 3,0° în raport cu ecliptica.